# Dacomitinib
Le dacomitinib est un médicament utilisé pour traiter le carcinome pulmonaire non à petites cellules. Il est vendu sous le nom de marque Vizimpro.

## Usage médical
Le dacomitinib est particulièrement utilisé dans les cas présentant certaines mutations du récepteur du facteur de croissance épidermique. Le médicament est pris par voie orale.

## Effets secondaires
Les effets secondaires de ce médicament  comprennent la diarrhée, les éruptions cutanées, l’inflammation de la bouche, la conjonctivite, les démangeaisons, les problèmes de foie et les nausées ; d’autres effets secondaires peuvent inclure une maladie pulmonaire interstitielle. L'utilisation de ce médicament pendant la grossesse peut nuire au bébé. Il s'agit d'un inhibiteur de la tyrosine kinase de l'EGFR.

## Histoire
Le médicament a été approuvé pour un usage médical aux États-Unis en 2018 et en Europe en 2019,. Aux États-Unis, cela coûte environ 14 300 dollars américains  par mois en 2021. Au Royaume-Uni, ce montant coûte au NHS environ 2 700 livres sterling.